# Даниэль, Ив
Ив Даниэль (фр. Yves Daniel) — французский политик, депутат Национального собрания Франции.

## Биография
Ив Даниэль родился 31 июля 1954 года в деревне Муэ (департамент Атлантическая Луара). Как независимый левый кандидат, в 1998 году он сменил депутата Национального собрания Мишеля Юно в качестве члена Генерального совета департамента Атлантическая Луара от кантона Дерваль. После переизбрания в 2004 году был назначен вице-президентом Генерального совета по вопросам территориального планирования, жилищного строительства и транспорта. После выборов 2011 году сохранил мандат советника и получил должность вице-президента по вопросам транспорта и дорожной инфраструктуры. После своего избрания депутатом Национального собрания в октябре 2012 года вышел из Генерального совета департамента.
В 2001 году был избран мэром своей родной деревни Муэ  и занимал этот пост до июля 2017 года, когда был вынужден уйти в отставку из вступления в силу Закона о невозможности совмещения мандатов.
В 2010 году Ив Даниэль вступил в Социалистическую партию, а в 2012 году стал ее кандидатом на выборах в Национальное собрание по 6-му избирательному округу департамента Атлантическая Луара и победил на выборах действовавшего депутата Мишеля Юно. В Национальном собрании был членом комиссии по экономическим вопросам и комиссии по европейским делам.
В преддверии выборов в Национальное собрание в 2017 году Ив Даниэль вышел из Социалистической партии и присоединился к движению «Вперёд, Республика!» избранного президента Эмманюэля Макрона. Во втором туре выборов он получил 61,79 % голосов и опередил кандидата от Республиканцев, мэра Шатобриана Алена Юно, брата-близнеца его предыдущего соперника Мишеля Юно. 
В июле 2019 он голосует против ратификации глобального экономического и торгового соглашения, обеспокоенный последствиями договора о глобальном потеплении, в частности, дисбалансом в международной торговле и его воздействием на национальное земледелие.
В марте 2022 года Ив Даниэль объявил, что не будет баллотироваться на парламентских выборах в июне и завершает свою политическую карьеру.

## Занимаемые должности
23.03.1998 — 16.10.2012 — член Генерального совета департамента Атлантическая Луара от кантона Дерваль 

03.2001 — 07.2017 — мэр коммуны Муэ 

29.03.2004 — 16.10.2012 — вице-президент Генерального совета департамента Атлантическая Луара 

20.06.2012 — 21.06.2022 — депутат Национального собрания Франции от 6-го избирательного округа департамента Атлантическая Луара 